# Marc Tarabella
Marc Tarabella (Ougrée, 11 marzo 1963) è un politico belga di origine italiana, dal 2004 europarlamentare del Partito Socialista e dal 2021 iscritto anche al partito italiano Articolo Uno.
È sindaco di Anthisnes e membro del Parlamento europeo.
È uno dei sospetti imprigionati nel febbraio 2023, in relazione allo scandalo di corruzione del Qatar al Parlamento europeo.

## Biografia
Tarabella è nato a Ougrée, sobborgo di Seraing da famiglia originaria della Versilia. I nonni emigrarono da Azzano di Seravezza in Belgio dopo la Seconda guerra mondiale. Dopo la sua nascita la famiglia si trasferisce a Anthisnes, nel 1986 si laurea in sociologia all'Università di Liegi e poco dopo entra nel Partito Socialista. Nel 1988 entra nel consiglio comunale di Anthisnes, entra inoltre nei gabinetti della Vallonia guidati da Guy Coëme (1988) e da Bernard Anselme (1988-1990). Nel 1994 diventa, sempre per il Partito Socialista, borgomastro di Anthisnes e nel 2000 entra nell'esecutivo dello stesso partito. Nel 2003 entra nella Fondazione Rurale della Vallonia e nel 2004 entra a far parte del comitato belga di sostegno di Íngrid Betancourt; nello stesso anno è eletto nel Parlamento europeo, confermando il proprio seggio anche nel 2009, nel 2014 e nel 2019.
Il 14 gennaio del 2014, intervenendo a una seduta del Parlamento europeo durante la discussione della Direttiva 2014/24/UE sugli appalti pubblici, si scagliò contro l'europarlamentare italiano Matteo Salvini, leader della Lega, con un'invettiva destinata a restare storica, nella quale, accusandolo di assenteismo, gli dava del fannullone. 
Nel 2021 con un video su YouTube annuncia la propria iscrizione al partito italiano Articolo Uno.
Nel 2022 Tarabella è coinvolto nell'inchiesta del cd. "Qatargate" e il Parlamento europeo vota a favore della revoca l'immunità dell'europarlamentare, richiesta dalla Procura europea belga. Tarabella stesso vota a favore e dichiara: "Ora la giustizia farà il suo lavoro. Io avrò la possibilità esprimermi e potrò rispondere agli attacchi della stampa".